# Frits von der Lippe

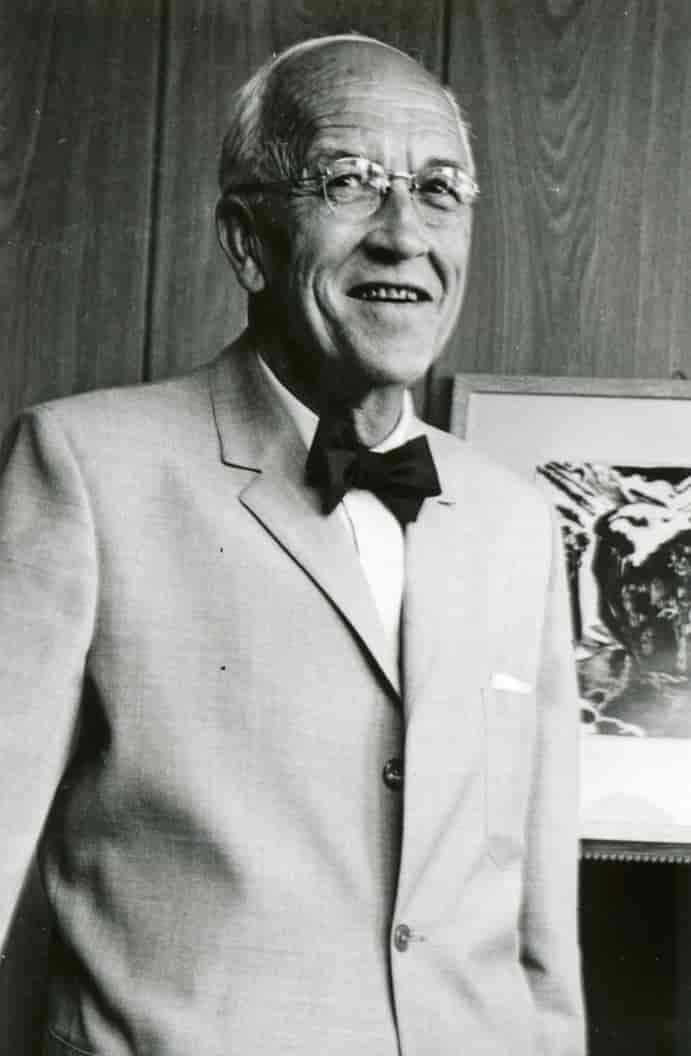
Frits von der Lippe

Frits von der Lippe (Vorname auch Fritz; * 1. Juni 1901 in Ullensvang, (Kinsarvik); † 1. September 1988 in Oslo) war ein norwegischer Journalist und Theaterkritiker und Gründungsdirektor des staatlichen norwegischen Tourneetheaters Riksteatret. „Unter seiner langjährigen, inspirierenden Leitung expandierte das Theater stetig in allen Bereichen, in Bezug auf die geografische Ausdehnung, die Anzahl der Tourneen und die Uraufführungen.“

## Familie
Frits von der Lippe entstammte zwei bekannten norwegischen Familien. Ein von der Lippe wanderte im 17. Jahrhundert von Bremen nach Bergen ein, wo er und seine Nachfahren zumeist als Kaufleute tätig waren. Frits’ Urgroßvater Jacob von der Lippe (1797–1878) brachte es sogar zum Bischof von Kristiansand und zum Parlamentspräsidenten. Frits’ Vater Jakob von der Lippe (1870–1954) war Schauspieler und Kostümbildner am Nationaltheatret.
Die Mutter Hanna war eine geborene Castberg (1872–1926) und betätigte sich als Schriftstellerin und Frauenrechtlerin. Sie entstammte einer kinderreichen Familie, deren Mitglieder sich stark politisch engagierten. Ihr Vater Johan Christian Tandberg Castberg (1827–1899), ursprünglich Zollbeamter und Zeitungsredakteur, wurde Parlamentsabgeordneter. Ihr Bruder Johan Castberg (1862–1926), Rechtsanwalt und Venstre-Politiker, setzte 1915 die Gleichstellung unehelicher Kinder und die staatliche Bevorschussung der Alimente durch.
Jakob von der Lippe und Hanna Castberg heirateten am 5. Juli 1900. Frits war der älteste Sohn. Seine beiden Brüder waren ebenfalls prominent: Just Lippe (1904–1978) war Journalist und hoher Funktionär der Kommunistischen Partei Norwegens (NKP). Jens von der Lippe (1911–1990) war Keramikkünstler, auch als Lehrer an der Kunstgewerbeakademie und als deren Leiter, sowie Kunstschriftsteller.
Frits von der Lippe war ab dem 9. Oktober 1925 mit Synnøve Castberg, geborene Reimers (1900–1990), verheiratet. Synnøve, die Tochter der Opernsängerin Cally Monrad aus deren erster Ehe, war zuvor ab 1921 mit Frede Castberg verheiratet gewesen, der ein Cousin von Frits war, nämlich der Sohn des oben genannten Johan Castberg.
Der Ehe entsprang ein Sohn, Hermann von der Lippe (1920–2001).

## Karriere
Frits von der Lippe wuchs in Kristiania (Oslo) auf und arbeitete nach seinem Schulabschluss ein Jahr als Hauslehrer und danach als Journalist bei Tidens Tegn (1920–1921) und später bei Morgenposten (1921–1930). Er war regelmäßiger Theaterkritiker der Zeitung bis 1941, also auch nach seinem Ausscheiden aus der Redaktion. 1929/30 war er auch Oslo-Korrespondent für die dänische Tageszeitung Politiken. Im Norwegischen Rundfunk war er von 1928 bis 1931 regelmäßiger Mitarbeiter der wöchentlichen Radiosendung Sett og hørt (Gesehen und gehört).
1930 wechselte von der Lippe als Lektor zu Gyldendal Norsk Forlag, dem norwegischen Ableger von Gyldendal, Dänemarks ältesten und größten Belletristik-Verlag. Während der Verhaftung des Verlagsleiters Harald Grieg durch die deutschen Besatzer in den Jahren 1941/42 nahm von der Lippe vorübergehend als Prokurist die Verlagsinteressen wahr. Nach dem Kriegsende stieg er zum Cheflektor auf.
„Er war ein akribischer und anregender Kritiker, der den Schauspielern als Ratgeber dienen wollte. In den Jahren vor und nach dem Krieg verfasste er auch eine Reihe von theaterpolitischen Artikeln. Darin brachte er zum Ausdruck, dass das Theater ein großes Potenzial in der Gesellschaft darstellt.“ Schon 1935 setzte er sich für die Gründung eines staatlichen Wandertheaters ein; 1948 brachte er in die aktuelle Diskussion darüber seine Meinung ein, dass ein solches Theater eine Kombination aus Eigenproduktionen und Kooperationen mit bestehenden Häusern anbieten sollte.
Am 13. Dezember 1948 wurde schließlich das Riksteatret (Reichstheater) als ein dem Kulturministerium unterstelltes Tourneetheater gegründet, mit der Aufgabe, „dramatische Kunst an die Bewohner von Dorf und Stadt heranzuführen“. Frits von der Lippe wurde 1949 aus acht Bewerbern vom Berufungsgremium einstimmig als dessen Leiter ausgewählt. Die Direktorenstelle war eigentlich auf fünf Jahre befristet, sein Vertrag wurde jedoch immer wieder verlängert, bis er 1968 in den Ruhestand trat.
Durch seine zwanzigjährige Aufbauarbeit konnte von der Lippe „sein“ Theater nicht nur als kulturelle Institution verankern, sondern es auch breiten Bevölkerungsschichten zugänglich machen. Er sorgte für ein breites Repertoire mit Publikumswirkung und landesweite Aufführungen.
Er war als Vorsitzender des Norwegischen Verbands der Theater- und Musikkritiker (Norsk Teater- og Musikkritikerlag, 1947–1949) und der Norwegischen Nationalen Theaterschule (Statens Teaterskole, 1953–1971) auch kulturpolitisch tätig. Letztere Theaterschule ist seit 1996 ein Bestandteil der Kunsthochschule Oslo. Für die Zusammenarbeit der nordischen Theater war er auch international aktiv, nämlich im Vorstand der norwegischen Sektion der Internationalen Theaterunion (1948) und als Mitglied des Vasakomitees (1963–1970) für die Ausbildung von Theaterregisseuren  in Skandinavien. Für seine Leistungen wurde er 1968 als Erster mit dem neu geschaffenen Ehrenpreis des norwegischen Kulturrates (Norsk kulturråds ærespris) ausgezeichnet.
Frits von der Lippe veröffentlichte auch Bücher zum zehnjährigen Bestehen des Riksteatret (Rundt land og strand. 1959) und zum 25-jährigen Bestehen der Staatlichen Theaterschule (1978).

## Schriften
- Rundt land og strand. Ved Riksteatrets første milepel. (Rund um Land und Strand. Der erste Meilenstein des Riksteatret.) Verlag J. C. Gundersen, 1959.[7]

- (als Herausgeber, zusammen mit J. Føyner und J. Varden): Statens teaterskole 25 år. (25 Jahre Staatliche Theaterschule.) 1978.[7]